# Dímos Dikoúdis
Dimosthénis Dikoúdis (en grec : Δημοσθένης Ντικούδης), souvent appelé Dímos Dikoúdis (Δήμος Ντικούδης), né le 24 juin 1977 à Larissa, est un joueur grec de basket-ball, évoluant au poste d'ailier fort.

## Club
- 1996-98 :  Olympia Larissa (HEBA)
- 1998-03 :  AEK Athènes (HEBA)
- 2003-04 :  Pamesa Valencia (Liga ACB)
- 2004-05 :  CSKA Moscou (Superligue de Russie)
- 2005-06 :  Pamesa Valencia (Liga ACB)
- depuis 2006 :  Panathinaïkos (HEBA)

## Palmarès

### Club
- Vainqueur de l'Euroligue : 2007
- Participation au Final Four de l'Euroligue 2005 à Moscou
- Vainqueur de la Coupe Saporta 2000 (contre Kinder Bologne : 83-76 )
- Vainqueur de la Coupe de Grèce avec l'AEK Athènes en 2000, 2001
- Champion de Grèce 2002, 2007
- Finaliste de la Coupe du Roi 2006

### Équipe nationale
- Championnat du monde
  -  Médaille d'argent du Championnat du monde 2006
- Championnat d'Europe 2006
  -  Médaille d'or Championnat d'Europe 2005 en Serbie

### Distinctions personnelles
- Participation au All Star du championnat grec en 2000 et 2002
- MVP du championnat grec en 2002